# Isola di San Pietro
L'isola di San Pietro (in tabarchino Uiza de San Pé, in sardo isula 'e Sàntu Pèdru), è una delle due isole principali dell'arcipelago del Sulcis, situata al largo della penisola del Sulcis nella parte sud-occidentale della Sardegna. Ha un'estensione di 51 km² (sesta isola italiana) e circa 6 100 abitanti prevalentemente concentrati nella località di Carloforte, unico centro abitato dell'isola.

## Geografia

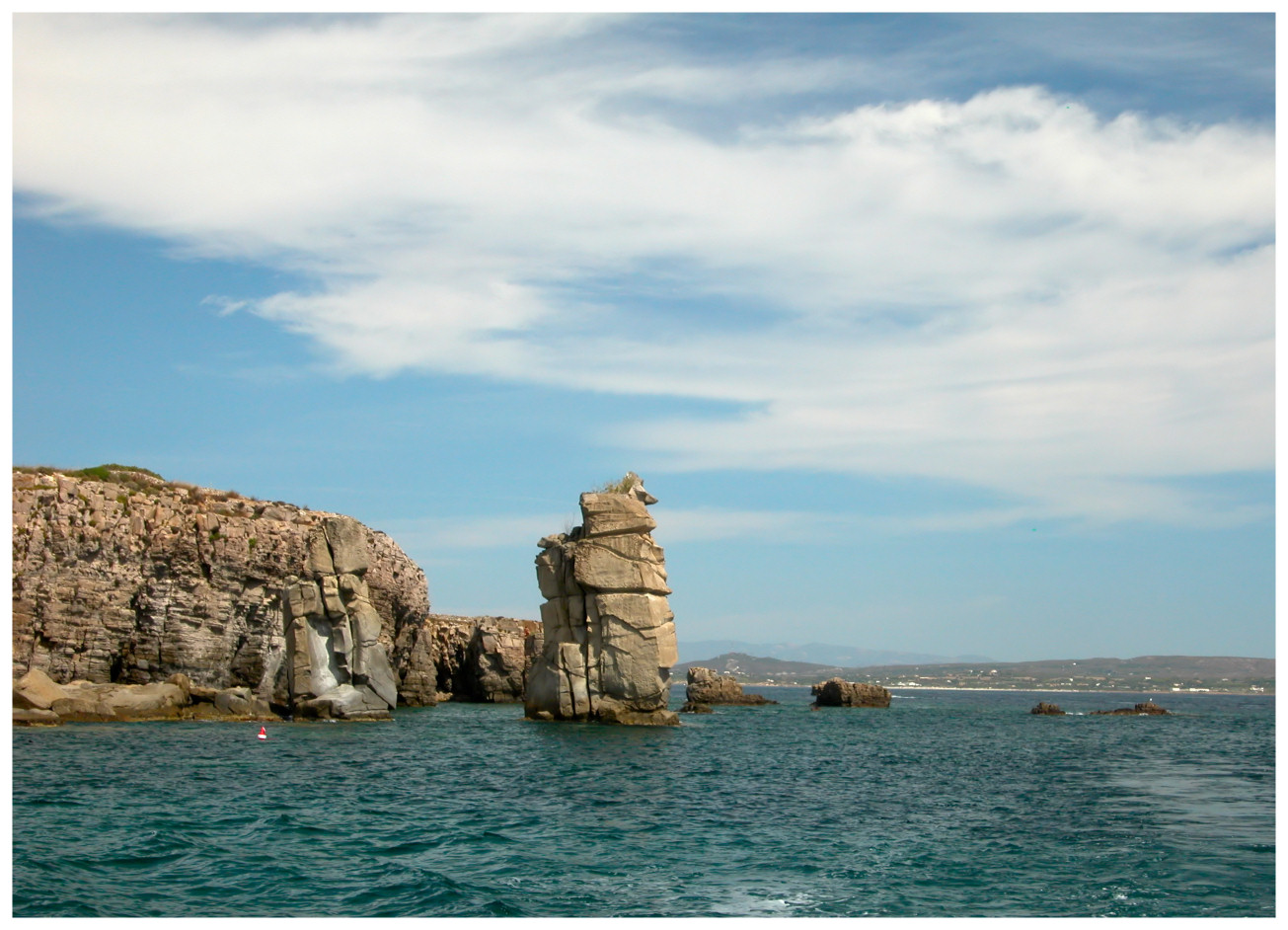
Le Colonne di Carloforte.

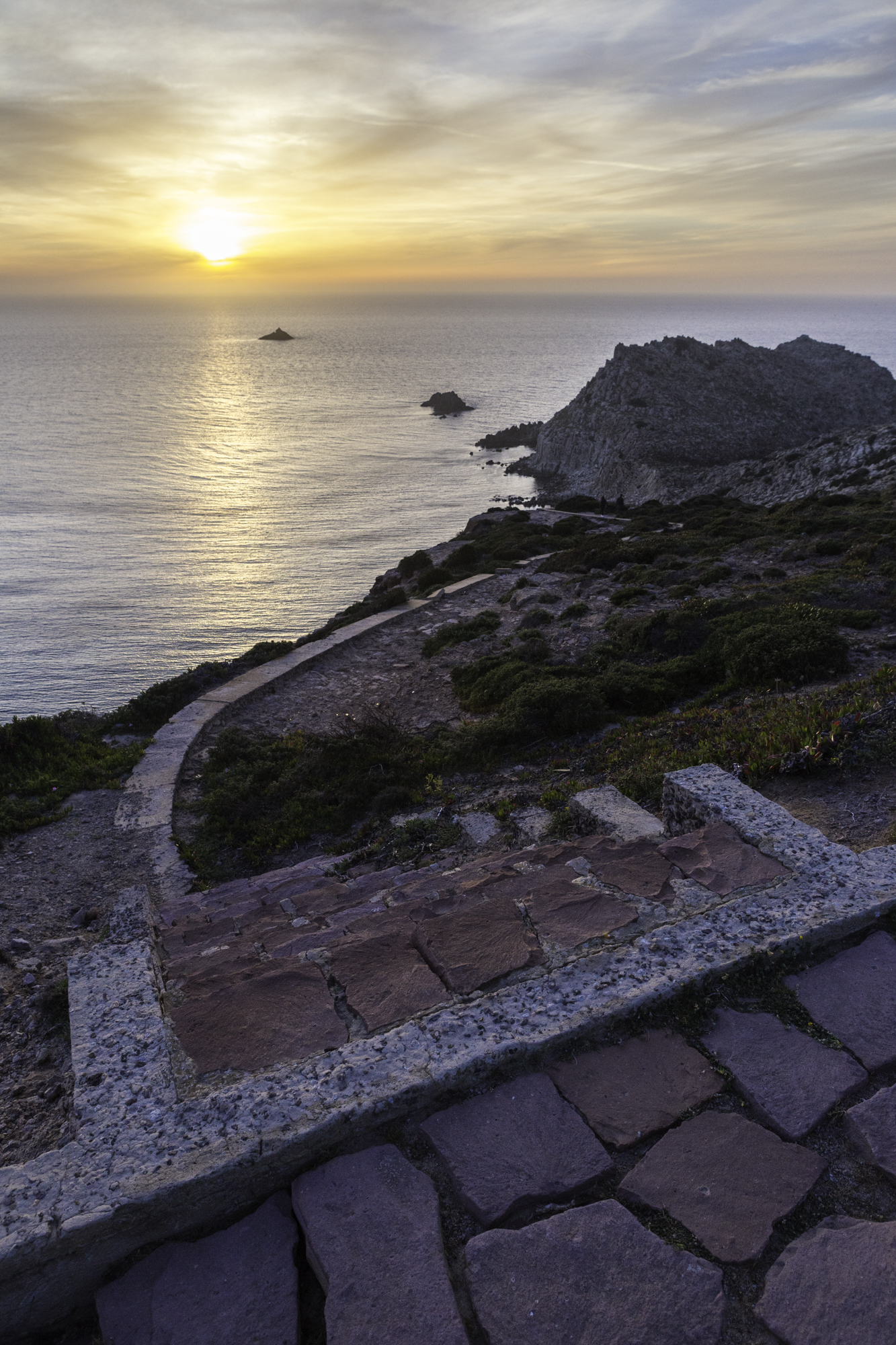
Caposandalo a ovest del isola di San Pietro

Dal punto di vista geologico l'isola è di antica origine vulcanica. I segni di tale attività (colate laviche, crateri), pur evidenti, risalgono prevalentemente al Miocene inferiore e comprendono vulcaniti legate a un magmatismo acido, connesso alla rotazione del blocco sardo-corso. I trentatré km di costa dell'isola sono prevalentemente rocciosi. Lungo le coste occidentale e settentrionale si trovano alcune grotte, insenature, falesie e piscine naturali con diverse piccole spiagge. La costa occidentale presenta degli strapiombi a picco sul mare ed è dominata dal faro e radiofaro (in numero 1384) di Capo Sandalo. La costa orientale, sulla quale si trova anche il porto di Carloforte, è invece bassa, pianeggiante e sabbiosa.
Al largo della costa nord-orientale si trovano due piccole isole, appartenenti territorialmente al comune di Carloforte; la piccolissima isola dei Ratti e la più ampia Isola Piana. Su quest'ultima, più grande, si trovano i fabbricati che furono della tonnara più importante della Sardegna, ora trasformati in un villaggio residenziale e turistico.
L'isola è priva di torrenti o corsi d'acqua. Vi sono però numerosi stagni e paludi. L'immediato entroterra presenta una morfologia collinare. Le colline più elevate sono il bricco (monte) Guardia dei Mori (211 m sul livello del mare) e il bricco Tortoriso (208 m sul livello del mare).
L'isola è punteggiata da piccoli orti a conduzione esclusivamente familiare, soprattutto nella parte orientale, protetta dai venti dominanti. Si pratica inoltre la coltivazione di diverse varietà di vite (Vitis vinifera), tra le quali un vitigno autoctono (il Ramungiò), del fico e del fico d'India; solo nelle vallette e pendii più riparati dal maestrale sono possibili coltivazioni di altre varietà di alberi da frutto.

### Flora e fauna
La vegetazione è quella tipica della macchia mediterranea, caratterizzata da essenze quali cisto (Cistus), mirto (Myrtus communis), lentisco (Pistacia lentiscus), corbezzolo (Arbutus unedo) e ginepro (Juniperus) (quest'ultimo spesso a portamento arboreo). Sono inoltre presenti la palma nana (Chamaerops humilis) o palma di San Pietro, unica palma spontanea d'Europa, (con il dattero di Creta (Phoenix theophrasti)). I terreni più aridi, rocciosi e impervi sono dominati dalla gariga, con specie come il rosmarino (Rosmarinus officinalis) e l'elicriso (Helichrysum). Nei luoghi meno esposti al maestrale vi sono boschi naturali di pino di Aleppo (Pinus halepensis) e macchie alte di leccio (Quercus ilex). Sono presenti anche alcuni rari endemismi botanici come l'astragalo marittimo (Astragalus maritimus). Il clima dell’isola si appresta per la coltivazione di alcuni alberi da frutto come il limone (Citrus Limon) e l’arancio (Citrus sinensis).
Sulle falesie affacciate sul mare nidifica una nutrita colonia di falco della regina (Falco eleonorae), che in autunno migra in Madagascar dove sverna. Negli stagni e nelle lagune vivono numerose colonie di uccelli acquatici, compresa una nutrita colonia di fenicotteri rosa (Phoenicopterus roseus).
Nell'isola è presente una specie di coleottero unica al mondo, la Cicindela campestris saphyrina.
Nel periodo compreso tra il 15 maggio e il 15 giugno, al passaggio dei tonni lungo le coste delle isole di Sant'Antioco e di San Pietro, viene effettuata la "calata della tonnara" ossia la tradizionale impresa collettiva di pesca del tonno rosso (Thunnus thynnus).

### Clima

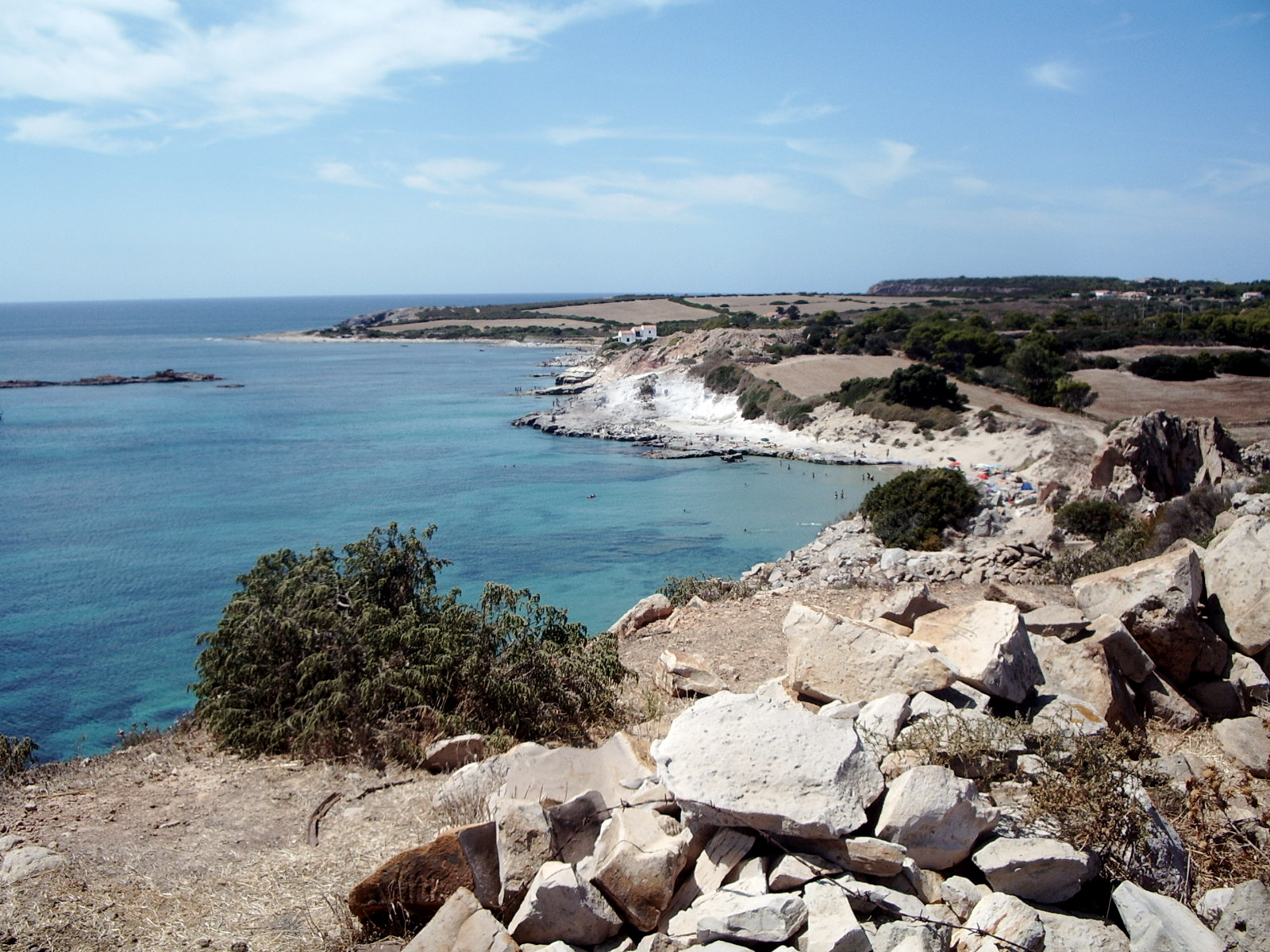
Spiaggia di lûcaise.

Il clima è fresco-tiepido e umido in inverno mentre è decisamente caldo, soleggiato e arido in estate. Il mare opera un'azione mitigatrice delle temperature massime e minime durante l'arco dell'anno.
La maggior parte della vegetazione e le fioriture della flora spontanea si hanno copiosamente in inverno, e in genere da gennaio fino ad aprile, quando l'isola assume una veste verdeggiante, sia nelle specie erbacee che arbustive. L'estate botanica inizia a maggio.
Il vento dominante è il maestrale, da nord-ovest, che può raggiungere velocità superiori ai 100 km/h, determinando impetuose mareggiate che spazzano le coste dell'isola sopravvento, specialmente durante l'inverno, in seconda importanza è lo scirocco, da sud-est. Questo rende necessaria la distinzione dell'isola in due parti: quella sopravvento (lato Ovest) esposto ai venti violenti invernali, poco abitata e dominio della macchia spontanea, e una parte (a est) abitata e più ricca di vegetazione. Le difficili condizioni meteorologiche causano, a volte, la sospensione dei collegamenti marittimi con il porto di Portovesme, sulle coste della vicina Sardegna, le condizioni del mare nelle rotte di collegamento difficilmente sono proibitive, ma i fondali (rocciosi e sabbiosi) tra Carloforte e Portovesme hanno profondità modesta, e rischiano di danneggiare con urti o insabbiamenti i vascelli. In questi casi, di solito, è comunque attivo il collegamento con il porto di Calasetta, sull'isola di Sant'Antioco, sia a causa della minore esposizione della rotta ai venti dominanti che per i fondali più sicuri. L'isola di Sant'Antioco è collegata con la Sardegna da un istmo con un ponte stradale. Con Calasetta sono previsti collegamenti anche notturni.
La media annuale delle precipitazioni è relativamente bassa, raggiungendo i 390-400 millimetri, le precipitazioni si hanno soprattutto in autunno - inverno.

## Storia
L'isola è frequentata dall'uomo fin dall'antichità. I fenici la chiamavano "Enosim" o "Inosim", mentre per i greci era "Hieracon Nesos" e per i romani "Accipitrum Insula" (Isola degli sparvieri, o dei falchi). Il nome deriva dalla presenza di un piccolo falco migratore, il falco della regina, che è presente e nidificante in una numerosa colonia, accuratamente protetta, residente sulle inaccessibili e scoscese falesie costiere.

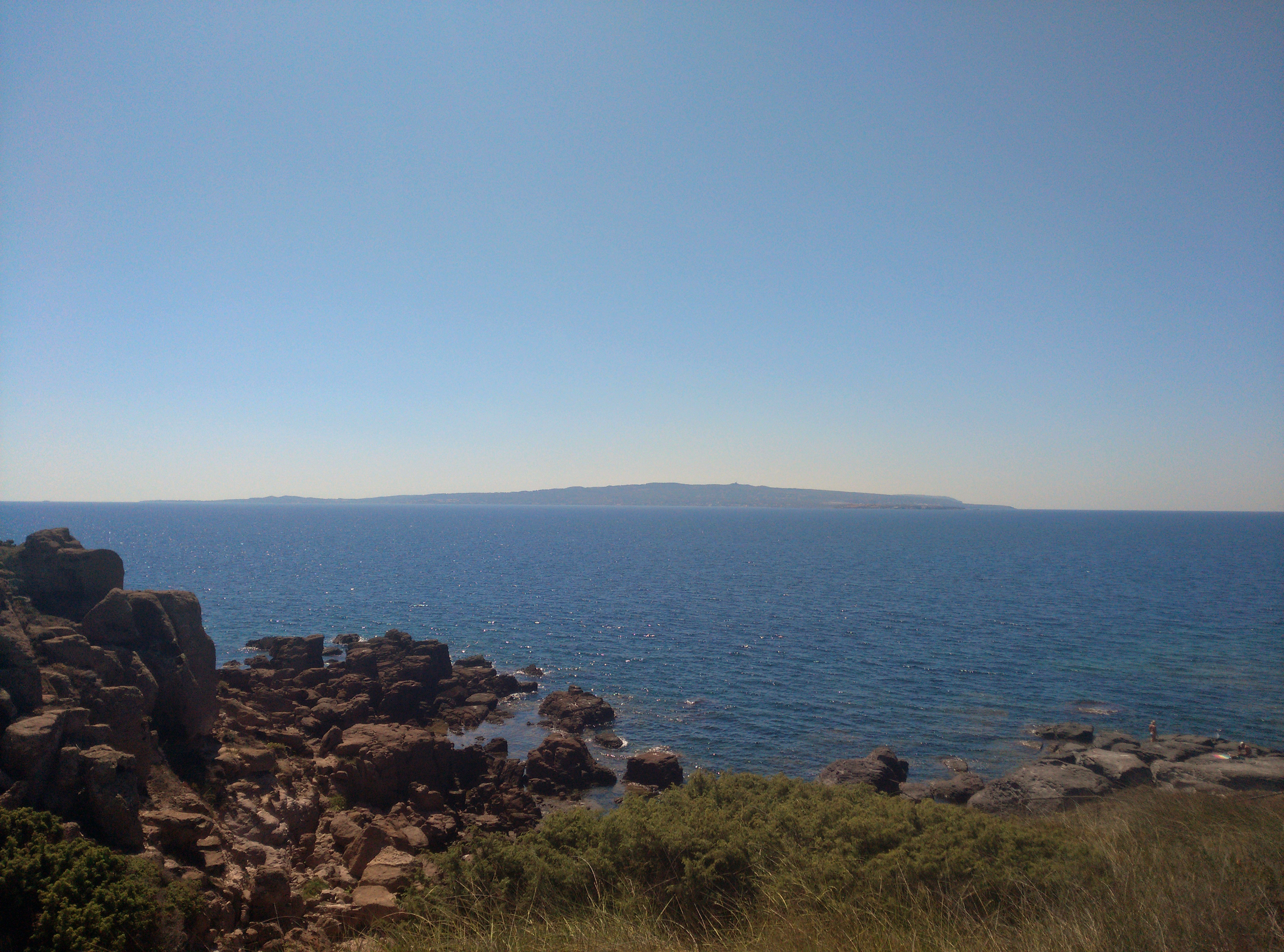
Isola di San Pietro da Portoscuso

Le frequentazioni dei sardi, dei fenici e, molto più tardivamente, dei romani hanno lasciato sull'isola le vestigia storiche di quelle culture, specialmente tombe, analoghe a quelle della contigua isola di Sant'Antioco e della costa sarda del Sulcis. A partire dal 1738 sull'isola, allora disabitata, giunse una popolazione di lingua e origini liguri provenienti da Tabarca, piccola isola tunisina dove, nel 1542, erano sbarcate circa trecento famiglie provenienti da Pegli e dintorni su invito dei Lomellini, nobile famiglia genovese che era riuscita ad ottenere in concessione dall'imperatore Carlo V d'Asburgo in quel piccolo territorio allo scopo di praticarvi la pesca del corallo e il commercio in generale. I discendenti dei coloni provenienti da Tabarca costituiscono fondamentalmente la popolazione attuale, parlante in grande prevalenza la lingua di radice ligure detta tabarchina. La lingua e le origini sono condivise con la popolazione di Calasetta, soggetta nel 1770 ad analoga colonizzazione di popolazione di eguale origine, nella parte contigua dell'isola di Sant'Antioco. Strettamente legata alla stessa vicenda è anche l'isla de Nueva Tabarca vicino ad Alicante in Spagna
La fondazione della città di Carloforte sull'isola di San Pietro fu dedicata al re Carlo Emanuele III di Savoia, promotore della colonizzazione; il nome dell'isola è invece più antico, e fu scelto come riferimento alla devozione della popolazione verso San Pietro il quale, secondo una leggenda, vi approdò nel 46.

## Geografia politica
Amministrativamente l'intero territorio appartiene al comune di Carloforte, unico centro abitato dell'isola. I collegamenti marittimi con le vicine isole di Sant'Antioco e della Sardegna, sia diurni sia notturni, sono frequenti e operati a mezzo di traghetti. Il centro abitato di Carloforte è collocato sulla costa orientale dell'isola, che risulta essere quella meno esposta al vento dominante.
Per motivi culturali (di coesione sociale), il paese non ha frazioni, il territorio sul lato orientale dell'isola (riparato dai venti dominanti) ha numerose case sparse.
Il porto di Carloforte, che ha avuto notevole importanza in passato per traffici, soprattutto dei minerali e del sale, è dotato oggi di attrezzature per le imbarcazioni da diporto, è ampio, confortevole e ben protetto.